# Katharina Stolla

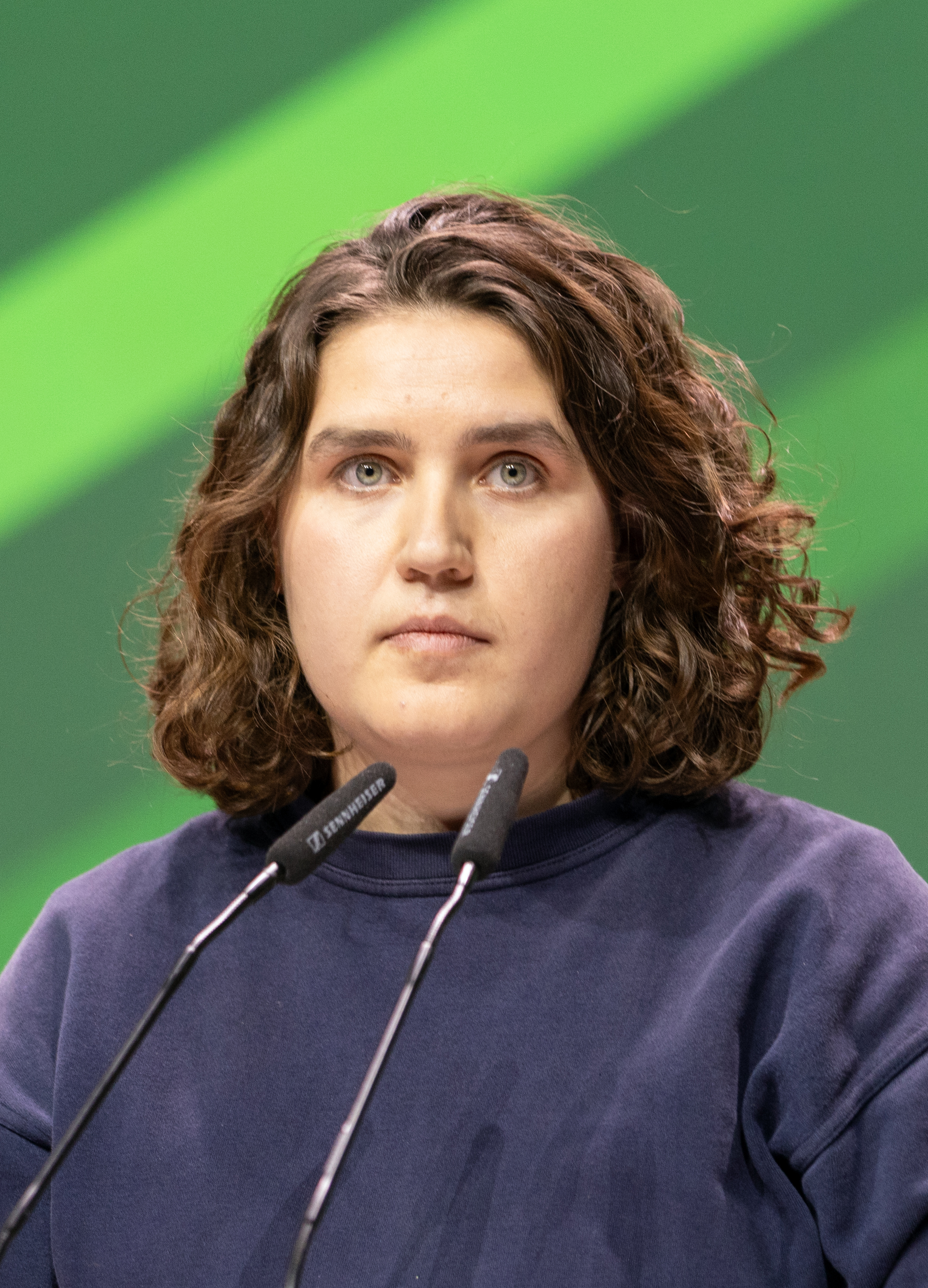
Katharina Stolla (2023)

Katharina Stolla (* 1998 in Frankfurt am Main) ist eine deutsche Politikerin (parteilos, bis 2024 Bündnis 90/Die Grünen). Sie war von Oktober 2023 bis September 2024 gemeinsam mit Svenja Appuhn Bundessprecherin der Grünen Jugend, bis Oktober 2024 noch kommissarisch.

## Leben
Nach dem Abitur absolvierte Stolla  ein Jahr lang einen Freiwilligendienst bei der Aktion Sühnezeichen Friedensdienste. Anschließend studierte sie Meteorologie an der Universität Hamburg. Das Studium schloss sie im Februar 2023 mit einem Mastergrad ab. Sie arbeitete ab dem vierten Semester als studentische Hilfskraft für das Max-Planck-Institut für Meteorologie. Noch als Studentin trat sie in die Grüne Jugend Hamburg ein. Die Flüchtlingskrise 2015/16 trug nach eigenen Angaben zu ihrer Politisierung bei. Sie wollte der Ablehnung von Geflüchteten und dem Erstarken der AfD entgegentreten. Bevor sie im Oktober 2023 zur Co-Bundessprecherin der Grünen Jugend gewählt wurde, hatte sie bereits dem Bundesvorstand angehört.
Am 25. September 2024 kündigten Stolla und die übrigen Mitglieder des 10-köpfigen Vorstands an, mit Wirkung zum 26. September 2024 geschlossen aus der Partei Bündnis 90/Die Grünen auszutreten. In einer Stellungnahme erklärte die Gruppe ihren Schritt damit, „dass es mittelfristig keine Mehrheiten in der Partei für eine klassenorientierte Politik gibt, die soziale Fragen in den Mittelpunkt rückt und Perspektiven für ein grundsätzlich anderes Wirtschaftssystem aufzeigt“. Beim Bundeskongress der Grünen Jugend vom 18. bis 20. Oktober werde der Vorstand nicht wieder zur Wahl antreten, bis dahin die Amtsgeschäfte aber zu Ende führen.

## Politische Positionen
Zur Zukunft des Sozialstaats lehnt Stolla eine Aktienrente ab. Gewinne am Aktienmarkt durch gute Unternehmensbilanzen seien nur möglich, weil „Beschäftigte in oft prekären Verhältnissen arbeiten“.
Auf dem Arbeitsmarkt schließt Stolla eine 32-Stunden-Woche bei vollem Lohnausgleich nicht aus: „Die Leute in meiner Generation, ich, meine Freunde, wir denken uns bloß: Wir wollen nicht krank werden durch die Arbeit.“ Sie schlägt zudem eine Erhöhung des Bürgergeldes vor.